# 白岡市
白岡市（日语：／ Shiraoka shi */?）是日本埼玉縣東部中央的城市。當地盛產沙梨，產量為埼玉縣第一。白岡市於2012年10月1日由白岡町改制而成。

## 歷史
- 1889年（明治22年）4月1日－隨著實行町村制，篠津村、野牛村、白岡村、寺塚村、高岩村合併為南埼玉郡篠津村，柴山村、荒井新田村、上大崎村、下大崎村合併為南埼玉郡大山村。同日成立岡泉村、實谷村、千駄野村、小久喜村、上野田村、下野田村、爪田谷村、太田新井村，彥兵衛新田成立彥兵衛村，組成9村聯盟。
- 1895年（明治28年）3月15日－岡泉村、實谷村、千駄野村、小久喜村、上野田村、下野田村、爪田谷村、太田新井村及彥兵衛村取消聯盟，並合併為南埼玉郡日勝村。
- 1954年（昭和29年）9月1日－篠津村、日勝村及大山村的大字柴山、大字荒井新田、大字下大崎合併為白岡町。而大山村的大字上大崎則與菖蒲町、三箇村、小林村、栢間村合併，成為新的菖蒲町（現為久喜市）。
- 2009年（平成21年）4月1日－白岡町登記人口超過5萬人，符合升格為市的資格。
- 2012年（平成24年）10月1日－白岡町升格白岡市，是埼玉縣第46個升格為市的町[1]，亦令埼玉縣市級行政規劃數目自鳩之谷市被廢除後重回40。埼玉縣上一次升格是16年前升格的吉川市（1996年4月），而南埼玉郡內上一次升格則是40多年前升格的蓮田市。

## 交通

### 鐵路
東日本旅客鐵道
- 宇都宮線（東北本線）：白岡站 - 新白岡站

## 外部連結
- 白岡市官方網頁（日語）
- 白岡市觀光協會（日語）